# Tour de Taïwan 2019
La 17e édition du Tour de Taïwan a eu lieu du 17 au 21 mars 2019, de Taipei à Dapeng Bay. La course est composée de 5 étapes pour un total de 717,94 km. Elle fait partie du calendrier UCI Asia Tour 2019 en catégorie 2.1.

## Présentation

### Équipes
Classé en catégorie 2.1 de l'UCI Asia Tour, le Tour de Taïwan est par conséquent ouvert aux WorldTeams dans la limite de 50 % des équipes participantes, aux équipes continentales professionnelles, aux équipes continentales et aux équipes nationales.
| Équipes continentales professionnelles (4)- Israel Cycling Academy - Manzana Postobón - Neri Sottoli-Selle Italia-KTM - Nippo Vini Fantini Faizanè Équipes continentales (13)- Brunei Continental - Elevate-KHS Pro Cycling - Floyd's Pro Cycling - Herrmann Radteam - Hrinkow Advarics Cycleang - Kinan Cycling Team - Memil - Terengganu Inc-TSG Cycling Team - Thailand Continental - Team BridgeLane - Giant - Sapura - HKSI Équipes nationales (3)- Taipei chinois - Japon - Afrique du Sud |
| |

## Étapes
| Étape     | Date    | Villes étapes          | type                      | Distance (km) | Vainqueur d'étape | Leader du classement général |
| --------- | ------- | ---------------------- | ------------------------- | ------------- | ----------------- | ---------------------------- |
| 1re étape | 17 mars | Taipei – Taipei        | étape de plaine           | 83,2          | Bryan Gómez       | Bryan Gómez                  |
| 2e étape  | 18 mars | Taoyuan – Jiaoban Shan | étape de moyenne montagne | 118,88        | Jonathan Clarke   | Jonathan Clarke              |
| 3e étape  | 19 mars | Hsinchu – Taichung     | étape de moyenne montagne | 156,5         | Nicholas White    | Giovanni Lonardi             |
| 4e étape  | 20 mars | 名間鄉 – Xiang Shan    | étape de moyenne montagne | 166,56        | James Piccoli     | Jonathan Clarke              |
| 5e étape  | 21 mars | Pingtung – Dapeng Bay  | étape de plaine           | 192,8         | Giovanni Lonardi  | Jonathan Clarke              |

## Déroulement de la course

### 1reétape
| \| Classement de l'étape \| Classement de l'étape \| Classement de l'étape \| Classement de l'étape \| Classement de l'étape \| \| Coureur \| Coureur \| Pays \| Équipe \| Temps \| \| --------------------- \| --------------------- \| --------------------- \| -------------------------- \| --------------------- \| \| 1er \| Bryan Gómez \| Colombie \| Manzana Postobón \| 1 h 45 min 26 s \| \| 2e \| Eric Young \| États-Unis \| Elevate-KHS Pro Cycling \| + 0 s \| \| 3e \| Yasuharu Nakajima \| Japon \| Kinan Cycling Team \| + 0 s \| \| 4e \| Alfredo Rodríguez \| Mexique \| Elevate-KHS Pro Cycling \| + 0 s \| \| 5e \| Travis McCabe \| États-Unis \| Floyd's Pro Cycling \| + 0 s \| \| 6e \| Jordan Parra \| Colombie \| Manzana Postobón \| + 0 s \| \| 7e \| Feng Chun-kai \| Taipei chinois \| Taipei chinois \| + 0 s \| \| 8e \| Giovanni Lonardi \| Italie \| Nippo-Vini Fantini-Faizanè \| + 0 s \| \| 9e \| Peng Yuan-tang \| Taipei chinois \| Taipei chinois \| + 0 s \| \| 10e \| Gustav Basson \| Afrique du Sud \| Afrique du Sud \| + 0 s \| |                   |                |                            |                 |
| |                   |                |                            |                 |
| Source : ProCyclingStats |                   |                |                            |                 |
| Classement de l'étape |                   |                |                            |                 |
| Coureur | Coureur           | Pays           | Équipe                     | Temps           |
| 1er | Bryan Gómez       | Colombie       | Manzana Postobón           | 1 h 45 min 26 s |
| 2e | Eric Young        | États-Unis     | Elevate-KHS Pro Cycling    | + 0 s           |
| 3e | Yasuharu Nakajima | Japon          | Kinan Cycling Team         | + 0 s           |
| 4e | Alfredo Rodríguez | Mexique        | Elevate-KHS Pro Cycling    | + 0 s           |
| 5e | Travis McCabe     | États-Unis     | Floyd's Pro Cycling        | + 0 s           |
| 6e | Jordan Parra      | Colombie       | Manzana Postobón           | + 0 s           |
| 7e | Feng Chun-kai     | Taipei chinois | Taipei chinois             | + 0 s           |
| 8e | Giovanni Lonardi  | Italie         | Nippo-Vini Fantini-Faizanè | + 0 s           |
| 9e | Peng Yuan-tang    | Taipei chinois | Taipei chinois             | + 0 s           |
| 10e | Gustav Basson     | Afrique du Sud | Afrique du Sud             | + 0 s           |

| \| Classement général \| Classement général \| Classement général \| Classement général \| Classement général \| \| Coureur \| Coureur \| Pays \| Équipe \| Temps \| \| ------------------ \| -------------------- \| ------------------ \| --------------------------------- \| ------------------ \| \| 1er \| Bryan Gómez \| Colombie \| Manzana Postobón \| 1 h 45 min 16 s \| \| 2e \| Lu Shao-hsuan \| Taipei chinois \| Taipei chinois \| + 3 s \| \| 3e \| Eric Young \| États-Unis \| Elevate-KHS Pro Cycling \| + 4 s \| \| 4e \| Ho Burr \| Hong Kong \| HKSI Pro Cycling Team \| + 5 s \| \| 5e \| Jing Huei Wang \| Taïwan \| Taipei chinois \| + 5 s \| \| 6e \| Yasuharu Nakajima \| Japon \| Kinan Cycling Team \| + 6 s \| \| 7e \| Phuchong Sai-udomsin \| Thaïlande \| Thailand Continental Cycling Team \| + 9 s \| \| 8e \| Alfredo Rodríguez \| Mexique \| Elevate-KHS Pro Cycling \| + 10 s \| \| 9e \| Travis McCabe \| États-Unis \| Floyd's Pro Cycling \| + 10 s \| \| 10e \| Jordan Parra \| Colombie \| Manzana Postobón \| + 10 s \| |                      |                |                                   |                 |
| |                      |                |                                   |                 |
| Source : ProCyclingStats |                      |                |                                   |                 |
| Classement général |                      |                |                                   |                 |
| Coureur | Coureur              | Pays           | Équipe                            | Temps           |
| 1er | Bryan Gómez          | Colombie       | Manzana Postobón                  | 1 h 45 min 16 s |
| 2e | Lu Shao-hsuan        | Taipei chinois | Taipei chinois                    | + 3 s           |
| 3e | Eric Young           | États-Unis     | Elevate-KHS Pro Cycling           | + 4 s           |
| 4e | Ho Burr              | Hong Kong      | HKSI Pro Cycling Team             | + 5 s           |
| 5e | Jing Huei Wang       | Taïwan         | Taipei chinois                    | + 5 s           |
| 6e | Yasuharu Nakajima    | Japon          | Kinan Cycling Team                | + 6 s           |
| 7e | Phuchong Sai-udomsin | Thaïlande      | Thailand Continental Cycling Team | + 9 s           |
| 8e | Alfredo Rodríguez    | Mexique        | Elevate-KHS Pro Cycling           | + 10 s          |
| 9e | Travis McCabe        | États-Unis     | Floyd's Pro Cycling               | + 10 s          |
| 10e | Jordan Parra         | Colombie       | Manzana Postobón                  | + 10 s          |

### 2eétape
| \| Classement de l'étape \| Classement de l'étape \| Classement de l'étape \| Classement de l'étape \| Classement de l'étape \| \| Coureur \| Coureur \| Pays \| Équipe \| Temps \| \| --------------------- \| --------------------- \| --------------------- \| -------------------------- \| --------------------- \| \| 1er \| Jonathan Clarke \| Australie \| Floyd's Pro Cycling \| 2 h 45 min 20 s \| \| 2e \| Giovanni Lonardi \| Italie \| Nippo-Vini Fantini-Faizanè \| + 0 s \| \| 3e \| Nathan Earle \| Australie \| Israel Cycling Academy \| + 0 s \| \| 4e \| Diego Ochoa \| Colombie \| Manzana Postobón \| + 0 s \| \| 5e \| Wilmar Paredes \| Colombie \| Manzana Postobón \| + 0 s \| \| 6e \| Edmund Bradbury \| Royaume-Uni \| Memil Pro Cycling \| + 0 s \| \| 7e \| Thomas Lebas \| France \| Kinan Cycling Team \| + 0 s \| \| 8e \| Jonas Rapp \| Allemagne \| Hrinkow Advarics Cycleang \| + 0 s \| \| 9e \| Feng Chun-kai \| Taipei chinois \| Taipei chinois \| + 0 s \| \| 10e \| Nicholas White \| Afrique du Sud \| \| + 0 s \| |                  |                |                            |                 |
| |                  |                |                            |                 |
| Source : ProCyclingStats |                  |                |                            |                 |
| Classement de l'étape |                  |                |                            |                 |
| Coureur | Coureur          | Pays           | Équipe                     | Temps           |
| 1er | Jonathan Clarke  | Australie      | Floyd's Pro Cycling        | 2 h 45 min 20 s |
| 2e | Giovanni Lonardi | Italie         | Nippo-Vini Fantini-Faizanè | + 0 s           |
| 3e | Nathan Earle     | Australie      | Israel Cycling Academy     | + 0 s           |
| 4e | Diego Ochoa      | Colombie       | Manzana Postobón           | + 0 s           |
| 5e | Wilmar Paredes   | Colombie       | Manzana Postobón           | + 0 s           |
| 6e | Edmund Bradbury  | Royaume-Uni    | Memil Pro Cycling          | + 0 s           |
| 7e | Thomas Lebas     | France         | Kinan Cycling Team         | + 0 s           |
| 8e | Jonas Rapp       | Allemagne      | Hrinkow Advarics Cycleang  | + 0 s           |
| 9e | Feng Chun-kai    | Taipei chinois | Taipei chinois             | + 0 s           |
| 10e | Nicholas White   | Afrique du Sud |                            | + 0 s           |

| \| Classement général \| Classement général \| Classement général \| Classement général \| Classement général \| \| Coureur \| Coureur \| Pays \| Équipe \| Temps \| \| ------------------ \| ------------------ \| ------------------ \| ----------------------------- \| ------------------ \| \| 1er \| Jonathan Clarke \| Australie \| Floyd's Pro Cycling \| 4 h 30 min 36 s \| \| 2e \| Giovanni Lonardi \| Italie \| Nippo-Vini Fantini-Faizanè \| + 4 s \| \| 3e \| Nathan Earle \| Australie \| Israel Cycling Academy \| + 6 s \| \| 4e \| Feng Chun-kai \| Taipei chinois \| Taipei chinois \| + 10 s \| \| 5e \| Nicholas White \| Afrique du Sud \| \| + 10 s \| \| 6e \| Hayden McCormick \| Nouvelle-Zélande \| Team BridgeLane \| + 10 s \| \| 7e \| Etienne van Empel \| Pays-Bas \| Neri Sottoli-Selle Italia-KTM \| + 10 s \| \| 8e \| Daniel Jaramillo \| Colombie \| Manzana Postobón \| + 10 s \| \| 9e \| Edmund Bradbury \| Royaume-Uni \| Memil Pro Cycling \| + 10 s \| \| 10e \| Cristian Raileanu \| Moldavie \| Team Sapura Cycling \| + 10 s \| |                   |                  |                               |                 |
| |                   |                  |                               |                 |
| Source : ProCyclingStats |                   |                  |                               |                 |
| Classement général |                   |                  |                               |                 |
| Coureur | Coureur           | Pays             | Équipe                        | Temps           |
| 1er | Jonathan Clarke   | Australie        | Floyd's Pro Cycling           | 4 h 30 min 36 s |
| 2e | Giovanni Lonardi  | Italie           | Nippo-Vini Fantini-Faizanè    | + 4 s           |
| 3e | Nathan Earle      | Australie        | Israel Cycling Academy        | + 6 s           |
| 4e | Feng Chun-kai     | Taipei chinois   | Taipei chinois                | + 10 s          |
| 5e | Nicholas White    | Afrique du Sud   |                               | + 10 s          |
| 6e | Hayden McCormick  | Nouvelle-Zélande | Team BridgeLane               | + 10 s          |
| 7e | Etienne van Empel | Pays-Bas         | Neri Sottoli-Selle Italia-KTM | + 10 s          |
| 8e | Daniel Jaramillo  | Colombie         | Manzana Postobón              | + 10 s          |
| 9e | Edmund Bradbury   | Royaume-Uni      | Memil Pro Cycling             | + 10 s          |
| 10e | Cristian Raileanu | Moldavie         | Team Sapura Cycling           | + 10 s          |

### 3eétape
| \| Classement de l'étape \| Classement de l'étape \| Classement de l'étape \| Classement de l'étape \| Classement de l'étape \| \| Coureur \| Coureur \| Pays \| Équipe \| Temps \| \| --------------------- \| --------------------- \| --------------------- \| ----------------------------- \| --------------------- \| \| 1er \| Nicholas White \| Afrique du Sud \| \| 3 h 49 min 03 s \| \| 2e \| Peng Yuan-tang \| Taipei chinois \| Taipei chinois \| + 0 s \| \| 3e \| Giovanni Lonardi \| Italie \| Nippo-Vini Fantini-Faizanè \| + 0 s \| \| 4e \| Bryan Gómez \| Colombie \| Manzana Postobón \| + 0 s \| \| 5e \| Edwin Ávila \| Colombie \| Israel Cycling Academy \| + 0 s \| \| 6e \| Travis McCabe \| États-Unis \| Floyd's Pro Cycling \| + 0 s \| \| 7e \| Etienne van Empel \| Pays-Bas \| Neri Sottoli-Selle Italia-KTM \| + 0 s \| \| 8e \| Yasuharu Nakajima \| Japon \| Kinan Cycling Team \| + 0 s \| \| 9e \| Christopher Hatz \| Allemagne \| Herrmann Radteam \| + 0 s \| \| 10e \| Giuseppe Fonzi \| Italie \| Neri Sottoli-Selle Italia-KTM \| + 0 s \| |                   |                |                               |                 |
| |                   |                |                               |                 |
| Source : ProCyclingStats |                   |                |                               |                 |
| Classement de l'étape |                   |                |                               |                 |
| Coureur | Coureur           | Pays           | Équipe                        | Temps           |
| 1er | Nicholas White    | Afrique du Sud |                               | 3 h 49 min 03 s |
| 2e | Peng Yuan-tang    | Taipei chinois | Taipei chinois                | + 0 s           |
| 3e | Giovanni Lonardi  | Italie         | Nippo-Vini Fantini-Faizanè    | + 0 s           |
| 4e | Bryan Gómez       | Colombie       | Manzana Postobón              | + 0 s           |
| 5e | Edwin Ávila       | Colombie       | Israel Cycling Academy        | + 0 s           |
| 6e | Travis McCabe     | États-Unis     | Floyd's Pro Cycling           | + 0 s           |
| 7e | Etienne van Empel | Pays-Bas       | Neri Sottoli-Selle Italia-KTM | + 0 s           |
| 8e | Yasuharu Nakajima | Japon          | Kinan Cycling Team            | + 0 s           |
| 9e | Christopher Hatz  | Allemagne      | Herrmann Radteam              | + 0 s           |
| 10e | Giuseppe Fonzi    | Italie         | Neri Sottoli-Selle Italia-KTM | + 0 s           |

| \| Classement général \| Classement général \| Classement général \| Classement général \| Classement général \| \| Coureur \| Coureur \| Pays \| Équipe \| Temps \| \| ------------------ \| ------------------ \| ------------------ \| ----------------------------- \| ------------------ \| \| 1er \| Giovanni Lonardi \| Italie \| Nippo-Vini Fantini-Faizanè \| 8 h 19 min 39 s \| \| 2e \| Nicholas White \| Afrique du Sud \| \| + 0 s \| \| 3e \| Jonathan Clarke \| Australie \| Floyd's Pro Cycling \| + 0 s \| \| 4e \| Nathan Earle \| Australie \| Israel Cycling Academy \| + 6 s \| \| 5e \| Feng Chun-kai \| Taipei chinois \| Taipei chinois \| + 10 s \| \| 6e \| Hayden McCormick \| Nouvelle-Zélande \| Team BridgeLane \| + 10 s \| \| 7e \| Etienne van Empel \| Pays-Bas \| Neri Sottoli-Selle Italia-KTM \| + 10 s \| \| 8e \| Fredrik Ludvigsson \| Suède \| Memil Pro Cycling \| + 10 s \| \| 9e \| Jesse Ewart \| Australie \| Team Sapura Cycling \| + 10 s \| \| 10e \| Cristian Raileanu \| Moldavie \| Team Sapura Cycling \| + 10 s \| |                    |                  |                               |                 |
| |                    |                  |                               |                 |
| Source : ProCyclingStats |                    |                  |                               |                 |
| Classement général |                    |                  |                               |                 |
| Coureur | Coureur            | Pays             | Équipe                        | Temps           |
| 1er | Giovanni Lonardi   | Italie           | Nippo-Vini Fantini-Faizanè    | 8 h 19 min 39 s |
| 2e | Nicholas White     | Afrique du Sud   |                               | + 0 s           |
| 3e | Jonathan Clarke    | Australie        | Floyd's Pro Cycling           | + 0 s           |
| 4e | Nathan Earle       | Australie        | Israel Cycling Academy        | + 6 s           |
| 5e | Feng Chun-kai      | Taipei chinois   | Taipei chinois                | + 10 s          |
| 6e | Hayden McCormick   | Nouvelle-Zélande | Team BridgeLane               | + 10 s          |
| 7e | Etienne van Empel  | Pays-Bas         | Neri Sottoli-Selle Italia-KTM | + 10 s          |
| 8e | Fredrik Ludvigsson | Suède            | Memil Pro Cycling             | + 10 s          |
| 9e | Jesse Ewart        | Australie        | Team Sapura Cycling           | + 10 s          |
| 10e | Cristian Raileanu  | Moldavie         | Team Sapura Cycling           | + 10 s          |

### 4eétape
| \| Classement de l'étape \| Classement de l'étape \| Classement de l'étape \| Classement de l'étape \| Classement de l'étape \| \| Coureur \| Coureur \| Pays \| Équipe \| Temps \| \| --------------------- \| --------------------- \| --------------------- \| ----------------------------- \| --------------------- \| \| 1er \| James Piccoli \| Canada \| Elevate-KHS Pro Cycling \| 3 h 58 min 21 s \| \| 2e \| Jonathan Clarke \| Australie \| Floyd's Pro Cycling \| + 0 s \| \| 3e \| Etienne van Empel \| Pays-Bas \| Neri Sottoli-Selle Italia-KTM \| + 0 s \| \| 4e \| Scott Bowden \| Australie \| Team BridgeLane \| + 0 s \| \| 5e \| Hideto Nakane \| Japon \| Nippo-Vini Fantini-Faizanè \| + 0 s \| \| 6e \| Nariyuki Masuda \| Japon \| Japon \| + 0 s \| \| 7e \| Marc Pritzen \| Afrique du Sud \| Afrique du Sud \| + 0 s \| \| 8e \| Jesse Ewart \| Australie \| Team Sapura Cycling \| + 0 s \| \| 9e \| Masakazu Ito \| Japon \| Nippo-Vini Fantini-Faizanè \| + 0 s \| \| 10e \| Feng Chun-kai \| Taipei chinois \| Taipei chinois \| + 0 s \| |                   |                |                               |                 |
| |                   |                |                               |                 |
| Source : ProCyclingStats |                   |                |                               |                 |
| Classement de l'étape |                   |                |                               |                 |
| Coureur | Coureur           | Pays           | Équipe                        | Temps           |
| 1er | James Piccoli     | Canada         | Elevate-KHS Pro Cycling       | 3 h 58 min 21 s |
| 2e | Jonathan Clarke   | Australie      | Floyd's Pro Cycling           | + 0 s           |
| 3e | Etienne van Empel | Pays-Bas       | Neri Sottoli-Selle Italia-KTM | + 0 s           |
| 4e | Scott Bowden      | Australie      | Team BridgeLane               | + 0 s           |
| 5e | Hideto Nakane     | Japon          | Nippo-Vini Fantini-Faizanè    | + 0 s           |
| 6e | Nariyuki Masuda   | Japon          | Japon                         | + 0 s           |
| 7e | Marc Pritzen      | Afrique du Sud | Afrique du Sud                | + 0 s           |
| 8e | Jesse Ewart       | Australie      | Team Sapura Cycling           | + 0 s           |
| 9e | Masakazu Ito      | Japon          | Nippo-Vini Fantini-Faizanè    | + 0 s           |
| 10e | Feng Chun-kai     | Taipei chinois | Taipei chinois                | + 0 s           |

| \| Classement général \| Classement général \| Classement général \| Classement général \| Classement général \| \| Coureur \| Coureur \| Pays \| Équipe \| Temps \| \| ------------------ \| ------------------ \| ------------------ \| ----------------------------- \| ------------------ \| \| 1er \| Jonathan Clarke \| Australie \| Floyd's Pro Cycling \| 12 h 17 min 54 s \| \| 2e \| James Piccoli \| Canada \| Elevate-KHS Pro Cycling \| + 6 s \| \| 3e \| Etienne van Empel \| Pays-Bas \| Neri Sottoli-Selle Italia-KTM \| + 12 s \| \| 4e \| Nathan Earle \| Australie \| Israel Cycling Academy \| + 12 s \| \| 5e \| Feng Chun-kai \| Taipei chinois \| Taipei chinois \| + 16 s \| \| 6e \| Jesse Ewart \| Australie \| Team Sapura Cycling \| + 16 s \| \| 7e \| Edmund Bradbury \| Royaume-Uni \| Memil Pro Cycling \| + 16 s \| \| 8e \| Daniel Jaramillo \| Colombie \| Manzana Postobón \| + 16 s \| \| 9e \| Markus Freiberger \| Autriche \| Hrinkow Advarics Cycleang \| + 16 s \| \| 10e \| Cristian Raileanu \| Moldavie \| Team Sapura Cycling \| + 16 s \| |                   |                |                               |                  |
| |                   |                |                               |                  |
| Source : ProCyclingStats |                   |                |                               |                  |
| Classement général |                   |                |                               |                  |
| Coureur | Coureur           | Pays           | Équipe                        | Temps            |
| 1er | Jonathan Clarke   | Australie      | Floyd's Pro Cycling           | 12 h 17 min 54 s |
| 2e | James Piccoli     | Canada         | Elevate-KHS Pro Cycling       | + 6 s            |
| 3e | Etienne van Empel | Pays-Bas       | Neri Sottoli-Selle Italia-KTM | + 12 s           |
| 4e | Nathan Earle      | Australie      | Israel Cycling Academy        | + 12 s           |
| 5e | Feng Chun-kai     | Taipei chinois | Taipei chinois                | + 16 s           |
| 6e | Jesse Ewart       | Australie      | Team Sapura Cycling           | + 16 s           |
| 7e | Edmund Bradbury   | Royaume-Uni    | Memil Pro Cycling             | + 16 s           |
| 8e | Daniel Jaramillo  | Colombie       | Manzana Postobón              | + 16 s           |
| 9e | Markus Freiberger | Autriche       | Hrinkow Advarics Cycleang     | + 16 s           |
| 10e | Cristian Raileanu | Moldavie       | Team Sapura Cycling           | + 16 s           |

### 5eétape
| \| Classement de l'étape \| Classement de l'étape \| Classement de l'étape \| Classement de l'étape \| Classement de l'étape \| \| Coureur \| Coureur \| Pays \| Équipe \| Temps \| \| --------------------- \| ----------------------- \| --------------------- \| -------------------------- \| --------------------- \| \| 1er \| Giovanni Lonardi \| Italie \| Nippo-Vini Fantini-Faizanè \| 4 h 26 min 20 s \| \| 2e \| Eric Young \| États-Unis \| Elevate-KHS Pro Cycling \| + 0 s \| \| 3e \| Hayato Yoshida \| Japon \| Nippo-Vini Fantini-Faizanè \| + 0 s \| \| 4e \| Izzat Hilmi Abdul Halil \| Malaisie \| Team Sapura Cycling \| + 0 s \| \| 5e \| Travis McCabe \| États-Unis \| Floyd's Pro Cycling \| + 0 s \| \| 6e \| Nicholas White \| Afrique du Sud \| \| + 0 s \| \| 7e \| Yasuharu Nakajima \| Japon \| Kinan Cycling Team \| + 0 s \| \| 8e \| Florenz Knauer \| Allemagne \| Herrmann Radteam \| + 0 s \| \| 9e \| Chen Zhiwen \| Chine \| Giant Cycling Team \| + 0 s \| \| 10e \| Gustav Basson \| Afrique du Sud \| Afrique du Sud \| + 0 s \| |                         |                |                            |                 |
| |                         |                |                            |                 |
| Source : ProCyclingStats |                         |                |                            |                 |
| Classement de l'étape |                         |                |                            |                 |
| Coureur | Coureur                 | Pays           | Équipe                     | Temps           |
| 1er | Giovanni Lonardi        | Italie         | Nippo-Vini Fantini-Faizanè | 4 h 26 min 20 s |
| 2e | Eric Young              | États-Unis     | Elevate-KHS Pro Cycling    | + 0 s           |
| 3e | Hayato Yoshida          | Japon          | Nippo-Vini Fantini-Faizanè | + 0 s           |
| 4e | Izzat Hilmi Abdul Halil | Malaisie       | Team Sapura Cycling        | + 0 s           |
| 5e | Travis McCabe           | États-Unis     | Floyd's Pro Cycling        | + 0 s           |
| 6e | Nicholas White          | Afrique du Sud |                            | + 0 s           |
| 7e | Yasuharu Nakajima       | Japon          | Kinan Cycling Team         | + 0 s           |
| 8e | Florenz Knauer          | Allemagne      | Herrmann Radteam           | + 0 s           |
| 9e | Chen Zhiwen             | Chine          | Giant Cycling Team         | + 0 s           |
| 10e | Gustav Basson           | Afrique du Sud | Afrique du Sud             | + 0 s           |

## Classements finals

### Classement général final
| \| Classement général \| Classement général \| Classement général \| Classement général \| Classement général \| \| Coureur \| Coureur \| Pays \| Équipe \| Temps \| \| ------------------ \| ------------------ \| ------------------ \| ----------------------------- \| ------------------ \| \| 1er \| Jonathan Clarke \| Australie \| Floyd's Pro Cycling \| 16 h 44 min 14 s \| \| 2e \| James Piccoli \| Canada \| Elevate-KHS Pro Cycling \| + 6 s \| \| 3e \| Etienne van Empel \| Pays-Bas \| Neri Sottoli-Selle Italia-KTM \| + 10 s \| \| 4e \| Nathan Earle \| Australie \| Israel Cycling Academy \| + 12 s \| \| 5e \| Diego Ochoa \| Colombie \| Manzana Postobón \| + 13 s \| \| 6e \| Guy Niv \| Israël \| Israel Cycling Academy \| + 14 s \| \| 7e \| Edmund Bradbury \| Royaume-Uni \| Memil Pro Cycling \| + 15 s \| \| 8e \| Nariyuki Masuda \| Japon \| Japon \| + 15 s \| \| 9e \| Feng Chun-kai \| Taipei chinois \| Taipei chinois \| + 16 s \| \| 10e \| Cristian Raileanu \| Moldavie \| Team Sapura Cycling \| + 16 s \| |                   |                |                               |                  |
| |                   |                |                               |                  |
| Source : ProCyclingStats |                   |                |                               |                  |
| Classement général |                   |                |                               |                  |
| Coureur | Coureur           | Pays           | Équipe                        | Temps            |
| 1er | Jonathan Clarke   | Australie      | Floyd's Pro Cycling           | 16 h 44 min 14 s |
| 2e | James Piccoli     | Canada         | Elevate-KHS Pro Cycling       | + 6 s            |
| 3e | Etienne van Empel | Pays-Bas       | Neri Sottoli-Selle Italia-KTM | + 10 s           |
| 4e | Nathan Earle      | Australie      | Israel Cycling Academy        | + 12 s           |
| 5e | Diego Ochoa       | Colombie       | Manzana Postobón              | + 13 s           |
| 6e | Guy Niv           | Israël         | Israel Cycling Academy        | + 14 s           |
| 7e | Edmund Bradbury   | Royaume-Uni    | Memil Pro Cycling             | + 15 s           |
| 8e | Nariyuki Masuda   | Japon          | Japon                         | + 15 s           |
| 9e | Feng Chun-kai     | Taipei chinois | Taipei chinois                | + 16 s           |
| 10e | Cristian Raileanu | Moldavie       | Team Sapura Cycling           | + 16 s           |

### Classements annexes
| Classement de la montagne | Classement de la montagne | Classement de la montagne | Classement de la montagne  | Classement de la montagne |
| Coureur                   | Coureur                   | Pays                      | Équipe                     | Points                    |
| ------------------------- | ------------------------- | ------------------------- | -------------------------- | ------------------------- |
| 1er                       | Wilmar Paredes            | Colombie                  | Manzana Postobón           | 37 pts                    |
| 2e                        | Marcus Culey              | Australie                 | Team Sapura Cycling        | 34 pts                    |
| 3e                        | Shotaro Iribe             | Japon                     | Japon                      | 21 pts                    |
| 4e                        | Thomas Lebas              | France                    | Kinan Cycling Team         | 20 pts                    |
| 5e                        | Jonathan Clarke           | Australie                 | Floyd's Pro Cycling        | 16 pts                    |
| 6e                        | Diego Ochoa               | Colombie                  | Manzana Postobón           | 13 pts                    |
| 7e                        | Giovanni Lonardi          | Italie                    | Nippo-Vini Fantini-Faizanè | 12 pts                    |
| 8e                        | Bernardo Suaza            | Colombie                  | Manzana Postobón           | 11 pts                    |
| 9e                        | Jesse Ewart               | Australie                 | Team Sapura Cycling        | 10 pts                    |
| 10e                       | Samuel Volkers            | Australie                 | Memil Pro Cycling          | 10 pts                    |

| Classement de la montagne | Classement de la montagne | Classement de la montagne | Classement de la montagne  | Classement de la montagne |
| Coureur                   | Coureur                   | Pays                      | Équipe                     | Points                    |
| ------------------------- | ------------------------- | ------------------------- | -------------------------- | ------------------------- |
| 1er                       | Wilmar Paredes            | Colombie                  | Manzana Postobón           | 37 pts                    |
| 2e                        | Marcus Culey              | Australie                 | Team Sapura Cycling        | 34 pts                    |
| 3e                        | Shotaro Iribe             | Japon                     | Japon                      | 21 pts                    |
| 4e                        | Thomas Lebas              | France                    | Kinan Cycling Team         | 20 pts                    |
| 5e                        | Jonathan Clarke           | Australie                 | Floyd's Pro Cycling        | 16 pts                    |
| 6e                        | Diego Ochoa               | Colombie                  | Manzana Postobón           | 13 pts                    |
| 7e                        | Giovanni Lonardi          | Italie                    | Nippo-Vini Fantini-Faizanè | 12 pts                    |
| 8e                        | Bernardo Suaza            | Colombie                  | Manzana Postobón           | 11 pts                    |
| 9e                        | Jesse Ewart               | Australie                 | Team Sapura Cycling        | 10 pts                    |
| 10e                       | Samuel Volkers            | Australie                 | Memil Pro Cycling          | 10 pts                    |

| Classement par points | Classement par points | Classement par points | Classement par points         | Classement par points |
| Coureur               | Coureur               | Pays                  | Équipe                        | Points                |
| --------------------- | --------------------- | --------------------- | ----------------------------- | --------------------- |
| 1er                   | Yasuharu Nakajima     | Japon                 | Kinan Cycling Team            | 43 pts                |
| 2e                    | Giovanni Lonardi      | Italie                | Nippo-Vini Fantini-Faizanè    | 36 pts                |
| 3e                    | Travis McCabe         | États-Unis            | Floyd's Pro Cycling           | 32 pts                |
| 4e                    | Nicholas White        | Afrique du Sud        |                               | 30 pts                |
| 5e                    | Eric Young            | États-Unis            | Elevate-KHS Pro Cycling       | 30 pts                |
| 6e                    | Bryan Gómez           | Colombie              | Manzana Postobón              | 29 pts                |
| 7e                    | Peng Yuan-tang        | Taipei chinois        | Taipei chinois                | 26 pts                |
| 8e                    | Etienne van Empel     | Pays-Bas              | Neri Sottoli-Selle Italia-KTM | 25 pts                |
| 9e                    | Feng Chun-kai         | Taipei chinois        | Taipei chinois                | 19 pts                |
| 10e                   | James Piccoli         | Canada                | Elevate-KHS Pro Cycling       | 15 pts                |

| Classement par points | Classement par points | Classement par points | Classement par points         | Classement par points |
| Coureur               | Coureur               | Pays                  | Équipe                        | Points                |
| --------------------- | --------------------- | --------------------- | ----------------------------- | --------------------- |
| 1er                   | Yasuharu Nakajima     | Japon                 | Kinan Cycling Team            | 43 pts                |
| 2e                    | Giovanni Lonardi      | Italie                | Nippo-Vini Fantini-Faizanè    | 36 pts                |
| 3e                    | Travis McCabe         | États-Unis            | Floyd's Pro Cycling           | 32 pts                |
| 4e                    | Nicholas White        | Afrique du Sud        |                               | 30 pts                |
| 5e                    | Eric Young            | États-Unis            | Elevate-KHS Pro Cycling       | 30 pts                |
| 6e                    | Bryan Gómez           | Colombie              | Manzana Postobón              | 29 pts                |
| 7e                    | Peng Yuan-tang        | Taipei chinois        | Taipei chinois                | 26 pts                |
| 8e                    | Etienne van Empel     | Pays-Bas              | Neri Sottoli-Selle Italia-KTM | 25 pts                |
| 9e                    | Feng Chun-kai         | Taipei chinois        | Taipei chinois                | 19 pts                |
| 10e                   | James Piccoli         | Canada                | Elevate-KHS Pro Cycling       | 15 pts                |

#### Classement par équipes
| Classement par équipes | Classement par équipes        | Classement par équipes | Classement par équipes |
| Équipe                 | Équipe                        | Pays                   | Temps                  |
| ---------------------- | ----------------------------- | ---------------------- | ---------------------- |
| 1re                    | Nippo Vini Fantini Faizanè    | Italie                 | 50 h 13 min 30 s       |
| 2e                     | Manzana Postobón              | Colombie               | + 0 s                  |
| 3e                     | Kinan Cycling Team            | Japon                  | + 0 s                  |
| 4e                     | Floyd's Pro Cycling           | Canada                 | + 0 s                  |
| 5e                     | Hrinkow Advarics Cycleang     | Autriche               | + 4 min 45 s           |
| 6e                     | Sapura                        | Malaisie               | + 7 min 02 s           |
| 7e                     | Team BridgeLane               | Australie              | + 8 min 32 s           |
| 8e                     | Memil                         | Suède                  | + 8 min 50 s           |
| 9e                     | Israel Cycling Academy        | Israël                 | + 12 min 42 s          |
| 10e                    | Neri Sottoli-Selle Italia-KTM | Italie                 | + 13 min 28 s          |

## Classements UCI
La course attribue le même nombre de points pour l'UCI Asia Tour 2019 et le Classement mondial UCI (pour tous les coureurs).
| Position           | 1er | 2e | 3e | 4e | 5e | 6e | 7e | 8e | 9e | 10e |
| Classement général | 125 | 85 | 70 | 60 | 50 | 40 | 35 | 30 | 25 | 20  |
| Par étapes         | 14  | 5  | 3  |    |    |    |    |    |    |     |
| Leader             | 3   |    |    |    |    |    |    |    |    |     |

## Évolution des classements
| Étape              | Vainqueur          | Classement général | Classement par points | Classement de la montagne | Classement par équipes     |
| ------------------ | ------------------ | ------------------ | --------------------- | ------------------------- | -------------------------- |
| 1                  | Bryan Gómez        | Bryan Gómez        | Bryan Gómez           | non-attribué              | Bridgelane                 |
| 2                  | Jonathan Clarke    | Jonathan Clarke    | Eric Young            | Wilmar Paredes            | Manzana Postobón           |
| 3                  | Nicholas White     | Giovanni Lonardi   | Yasuharu Nakajima     | Wilmar Paredes            | Manzana Postobón           |
| 4                  | James Piccoli      | Jonathan Clarke    | Yasuharu Nakajima     | Wilmar Paredes            | Manzana Postobón           |
| 5                  | Giovanni Lonardi   | Jonathan Clarke    | Yasuharu Nakajima     | Wilmar Paredes            | Nippo-Vini Fantini-Faizanè |
| Classements finals | Classements finals | Jonathan Clarke    | Yasuharu Nakajima     | Wilmar Paredes            | Nippo-Vini Fantini-Faizanè |